# Баттологія
Баттоло́гія — вид заїкання; порушення артикуляції, що складається в повторенні одного елемента висловлювання. Іноді є самостійним порушенням фонетичного процесу, зрідка — клінічним симптомом, який зустрічається при деяких хворобах. Якщо повторення одного елементу свідомо використовують у промові, то це носить назву тавтологія, термін, вперше уживаний древніми греками.

## Етимологія
Назва явища є епонімом, походить від імені киренейського царя Баттоса (або Батта), заїки, який повторював слова, або поета Батта, любителя непотрібних довжин у своїх віршах[джерело?].